# Duyfken (schip, 1595)

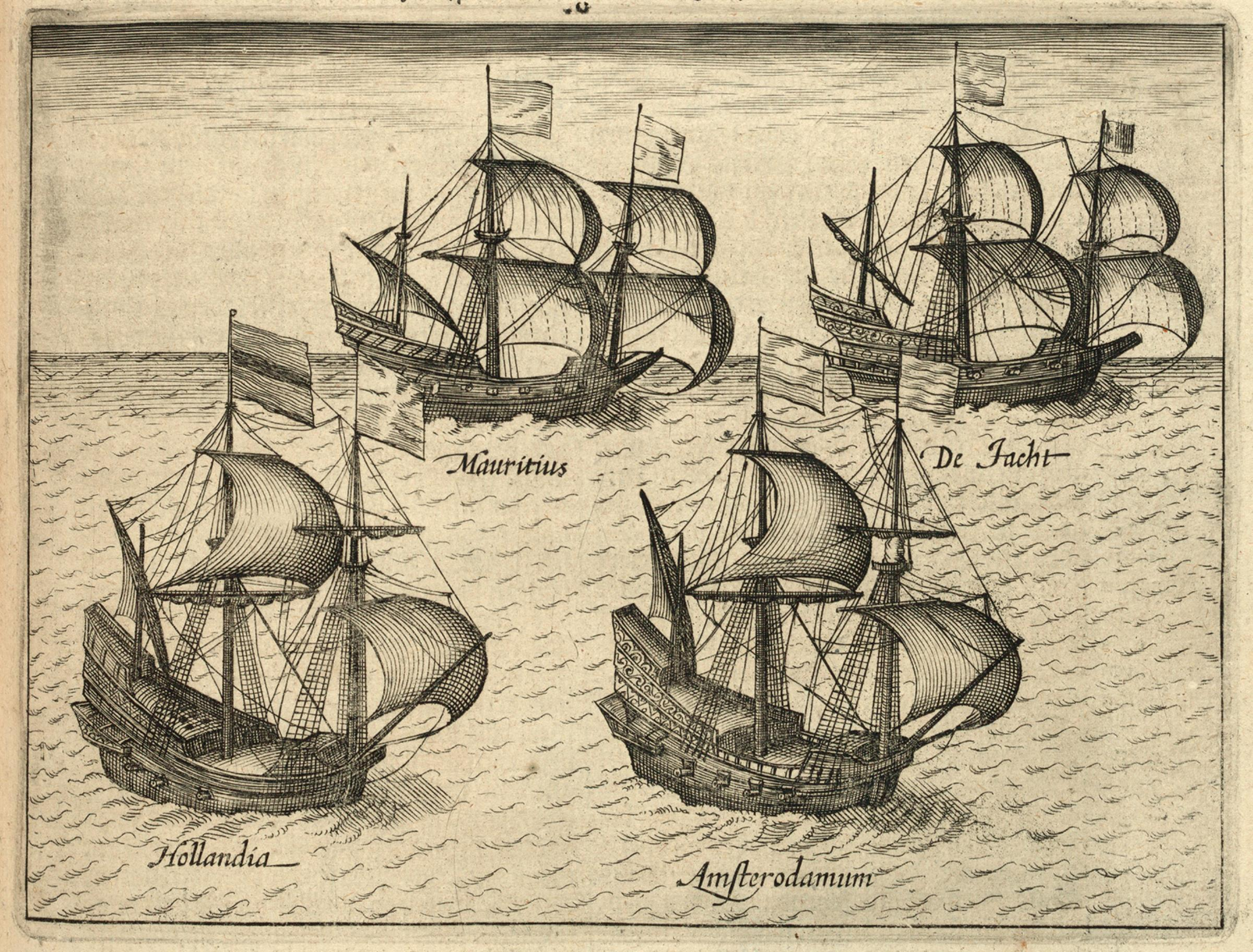
De Eerste Schipvaart, met rechtsboven de Duyfken (de Jacht).

De Duyfken was een Nederlands verkenningsjacht, (scheepstype pinas) dat snel voer. Het had ruimte voor 20 man, 25 last, en was geschikt vooral in ondiepe wateren. De naam Duyfken is een verwijzing naar de duif van de ark van Noach. De naam werd in de 16e, 17e en 18e eeuw zeker zeven keer gebruikt voor schepen die naar Indië voeren. Allen snelle jachten die gebruikt werden voor verkenningen en het overbrengen van materialen, proviand en boodschappen. De Duyfken van 1595 voer het volgende jaar in de eerste en legendarische expeditie naar Oost-Indië, de zgn. Eerste Schipvaart. Het werd in 1598 hernoemd in Overijssel en nam onder die naam ook deel aan de Tweede en de Vierde Schipvaart.

## Geschiedenis

### De Eerste Schipvaart

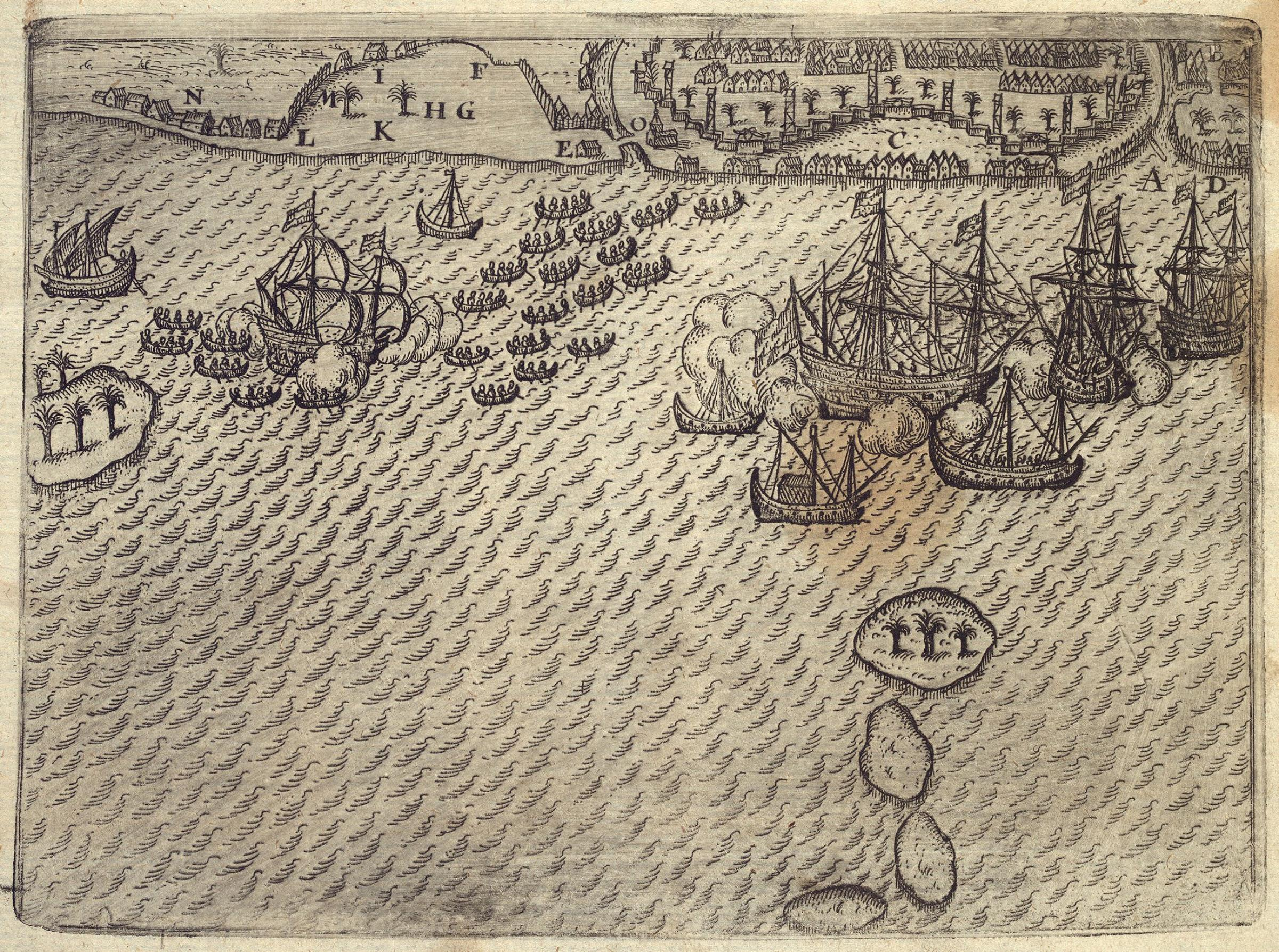
De Duyfken wordt voor Bantam aangevallen door 24 prauwen.

Het schip werd in mei 1594 gebouwd op de scheepswerf Uylenburg in Amsterdam en vertrok in april 1595 met de Eerste Schipvaart van de Compagnie van Verre onder Cornelis de Houtman naar Indië. Het diende als verkenningsjacht voor de drie andere schepen, de Mauritius, de Hollandia en de Amsterdam. Het doel van de vloot was om naar Java en de Molukken te varen via de Straat Soenda, omdat Jan Huygen van Linschoten, wat al te optimistisch, had geschreven dat 'de Portugaloysers daer niet en comen'. Alle 249 bemanningsleden staken twee maanden gage in de onderneming, zodat iedereen belang had bij een goede afloop. De schipper van de Duyfken was bij het vertrek Simon Lambertsz. Mau, maar op 26 oktober werd door de scheepsraad van schippers en kooplieden tot een aantal overplaatsingen besloten. Mau verhuisde toen naar de Hollandia en op de Duyfken kwam Hendrick Jansz., die vervolgens in december 1596 verhuisde naar de Mauritius en vervangen werd door Cornelis Adriaensz., die daarvoor stuurman op de Amsterdam was. Stuurman was de hele reis Cornelis Jansz. Ceullen, die bij terugkomst een reisverhaal schreef. De Duyfken verkende onderweg kusten, peilde dieptes, zocht havens, ankergronden en rivieren met drinkwater.

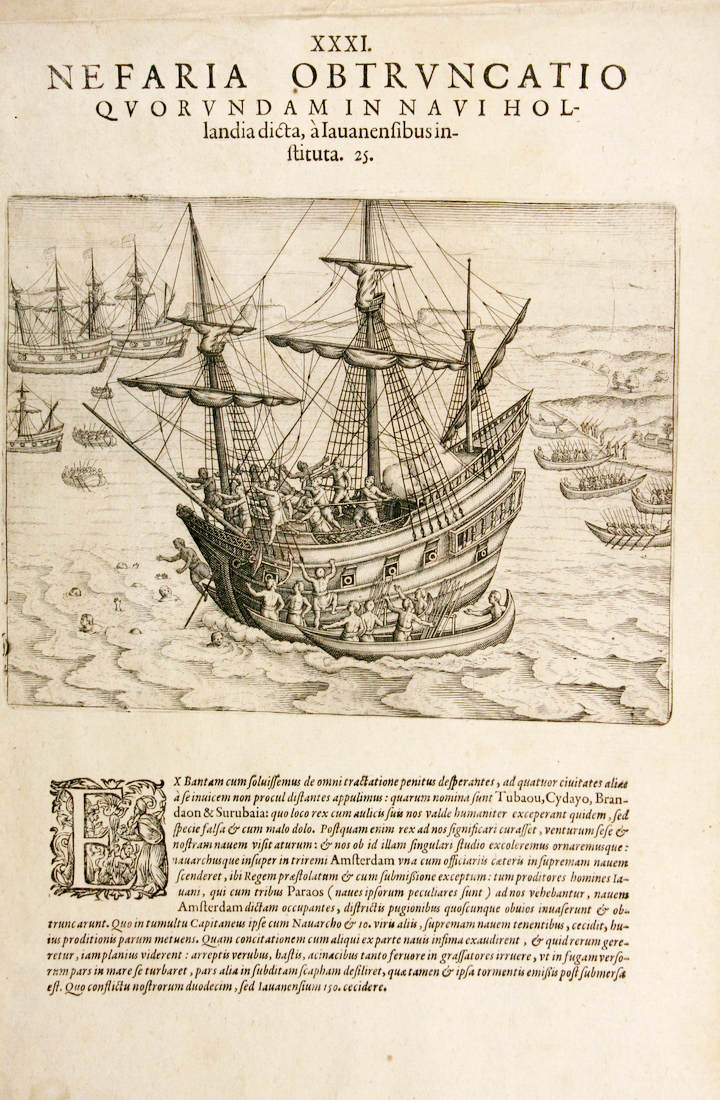
De Amsterdam wordt overvallen.

Ook in de strijd weerde de snelle en wendbare Duyfken zich danig. Nadat de vloot in juni 1596 was aangekomen in Bantam, en er op 3 juli namens stadhouder Maurits een bondgenootschap was gesloten met de gouverneur van Bantam, ontstond er in september een handelsgeschil. Cornelis de Houtman en acht anderen werden door de gouverneur in het gevang gezet en geld en goederen werden in beslag genomen. De scheepsraad besloot toen Bantam te beschieten. De Duyfken wist daarbij drie jonken te veroveren. 'Hier en tusschen heeft onse Pinas oft Jacht, welc het minste schip van al was, gheassisteert met ettelicke sloepen, dry Joncken ghenomen van den oever ende na de schepen gebracht.' Bij het achtervolgen van een andere jonk kwam het te dicht bij de kust en liep het aan de grond, waarop het aangevallen werd door 24 prauwen vol krijgers. Ze schoten met pijlen en staken met speren door de geschutspoorten. Na zich aan een met een sloep uitgeworpen anker net op tijd losgetrokken te hebben liet de Duyfken zijn kanonnen en musketten spreken, 'want conden qualijck mis schieten'. Een prauw werd tot zinken gebracht en de andere sloegen op de vlucht. Na deze geweldsuitbarsting werd op 11 oktober alsnog besloten het bondgenootschap weer te bevestigen en de handel te hervatten. De in beslag genomen goederen werden weggestreept tegen de jonken en De Houtman en zijn metgezellen werden na het betalen van 2000 realen van achten weer vrijgelaten.

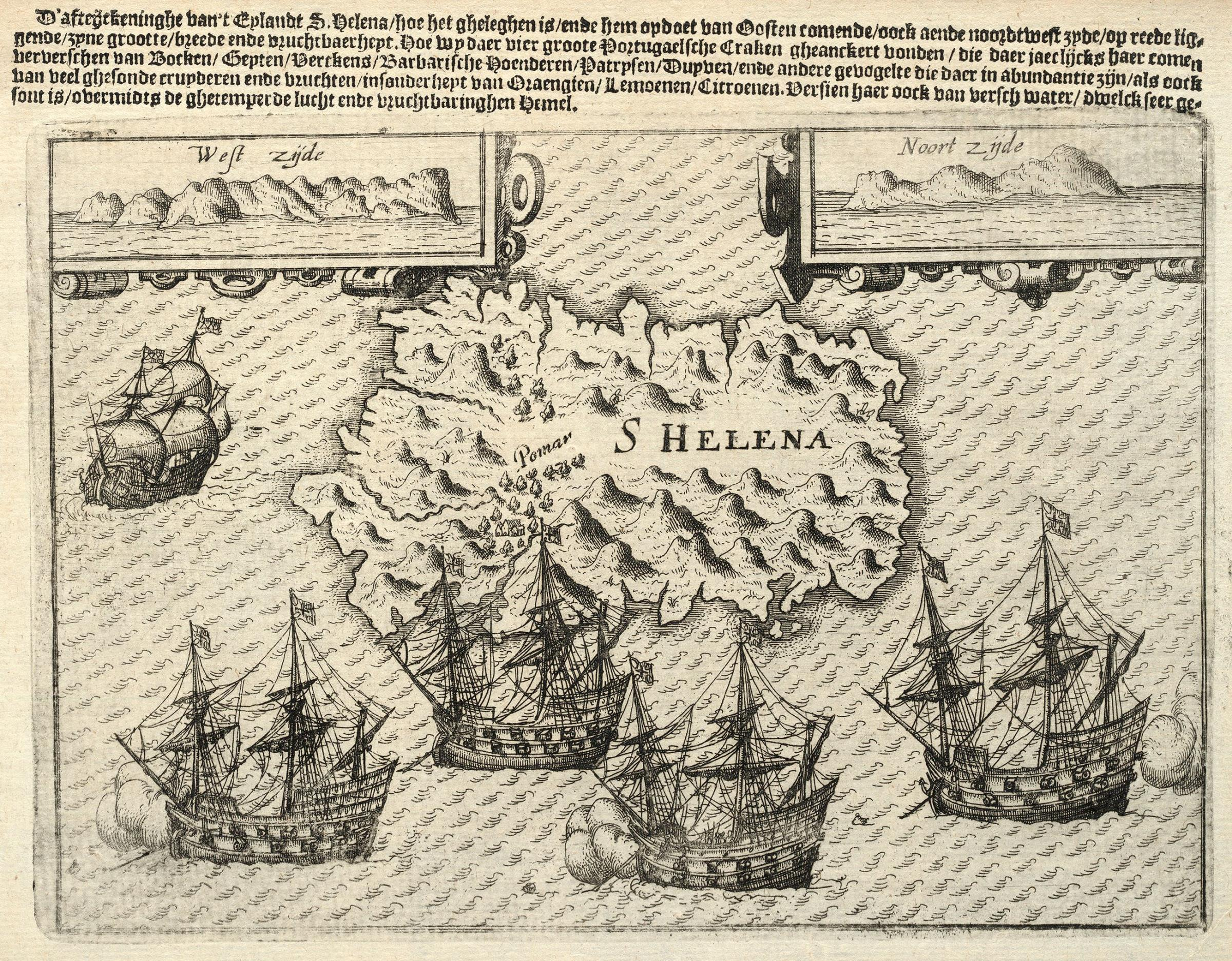
Op de terugtocht ziet de Duyfken vier Portugese galjoenen bij Sint-Helena voor anker liggen.

Verder varend langs de noordkust van Java volgden twee mislukte handelspogingen, met doden en gewonden aan zowel Javaanse als Nederlandse zijde, vooral op de Amsterdam. Dit schip werd in een baai door Javanen overvallen en de bemanning werd deels vermoord. In januari werd besloten het schip leeg te halen en in brand te steken omdat er te weinig matrozen over waren om de hele vloot te bemannen. Er ontstond ruzie over het vervolg van de reis. De kooplieden wilden verder naar de Molukken maar de schippers en stuurlieden hadden er geen vertrouwen meer in en wilden terug. Na nog Bali aangedaan te hebben, waar proviand werd ingeslagen en enkele kooplieden werden achtergelaten, begon men aan de terugtocht.
De opbrengst van de reis was uiteindelijk mager, en op diverse plekken was geen goede indruk achtergelaten van Nederlandse kooplieden. Van de 249 opvarenden waren rond de 160 onderweg gestorven aan scheurbuik en andere ziektes of omgekomen bij schermutselingen met inheemsen. Simon Lambertsz. Mau was de enige van de vier oorspronkelijke schippers die in Nederland terugkwam. De Mauritius en de Duyfken arriveerden op 11 augustus 1597. De Hollandia, met een volledig uitgeputte bemanning, volgde drie dagen later.

### De Tweede Schipvaart
De drie teruggekeerde schepen van de eerste schipvaart voeren opnieuw uit met de tweede, uitgerust door de Oude Compagnie en ditmaal onder leiding van admiraal Jacob van Neck, met Wybrand van Warwijck als viceadmiraal en Jacob van Heemskerck als de belangrijkste koopman. Meerdere deelnemers aan de eerste schipvaart voeren nu ook weer mee. Mau was weer schipper op de Hollandia. Ceullen was stuurman op de Mauritius. Een nieuw schip, nog groter dan het admiraalschip Mauritius, nam de naam Amsterdam van zijn op Java verbrandde voorganger over. De overige schepen werden net als de Hollandia genoemd naar gewesten: de Gelderland, de Utrecht, de Zeeland en de Friesland, het laatste een groot jacht van 90 last. De Duyfken werd toen hernoemd in Overijssel, met als schipper Simon Jansz. Hoen, als koopman Arent Harmansz. Persijn en als onderkoopman Adriaen van Veen. Persijn stierf in december aan de rode loop en werd opgevolgd door Pieter Dircksz. Emaus. De Overijssel was bewapend met twee bronzen kanonnen, zes gotelingen (gietijzeren kanonnen) en 4 steenstukken (kleine gietijzeren kanonnen die stenen kogels of schroot afvuurden).

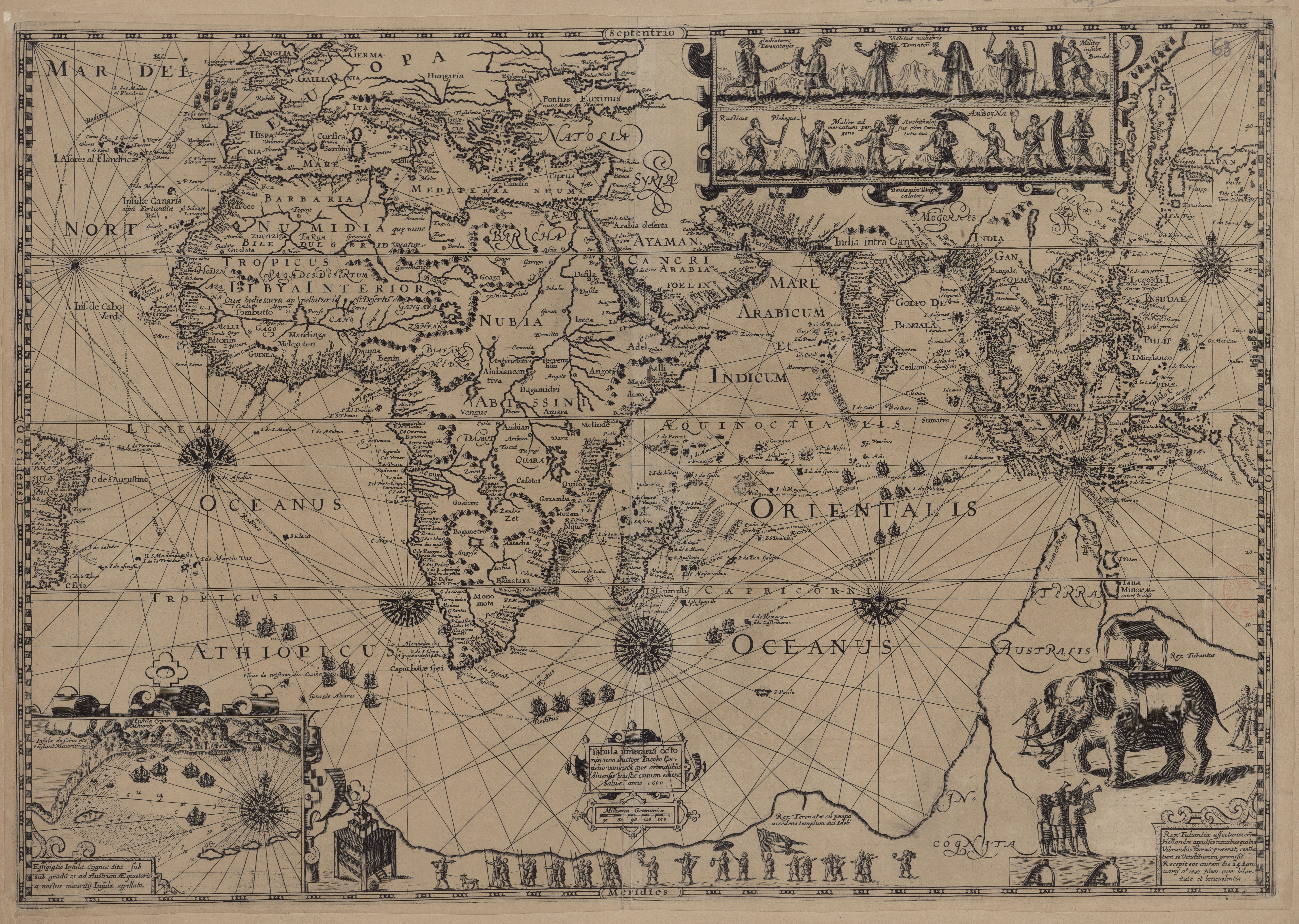
De route van de Tweede Schipvaart.

Vertrokken op 1 mei 1598 verloren de schepen in de nacht van 7 op 8 augustus door voortdurend variërende winden de 'vuurman' (het schip dat 's nachts het vuur voerde) uit het oog. De volgende ochtend had Van Neck nog slechts de Hollandia en de Overijssel bij zich. Op een nacht kort daarna raakte ook de Overijssel nog bijna zoek omdat 'die vande Jacht alle slapende' waren, maar twee dagen later verscheen het weer aan de horizon. In september kwamen de schepen op Madagaskar aan, waar men alleen vers drinkwater verkreeg en nauwelijks voedsel. Op 26 november arriveerde men in Bantam, onzeker over de ontvangst gezien de gebeurtenissen tijdens de eerste schipvaart. In Bantam bleek echter een conflict te zijn geweest met een Portugese vloot van Lourenço de Brito, met twee galjoenen, drie grote galeien en een aantal kleinere schepen. De Bantammers hadden de drie galeien veroverd toen bleek dat de galjoenen niet dicht bij de kust konden komen. De bemanning was vermoord of tot slaaf gemaakt en de lading was geconfisqueerd. Nu haalde men, bevreesd voor een wraakactie vanuit Goa, de Nederlanders in als welkome bondgenoten. Er werd dus zonder veel problemen met de gouverneur van Bantam overeenstemming bereikt over een prijs voor peper, vermeerderd met een tolheffing voor de sultan, de gouverneur en andere gezagsdragers van bijna 3000 realen van achten voor de drie schepen. Een verzoek om vrijstelling daarvan voor de Overijssel omdat dat 'voor gheen schip bestaen en mocht, dewyl men tzelfde ghebruycte om voor te zeylen en de landen te ontdecken', werd door de Bantammers niet gehonoreerd. Op hun verzoek om bijstand bij een aanval op Palembang in ruil voor peper ging Van Neck niet in. Wel ging hij nog op bezoek bij de sultan, die nog een kind was, 'schoon van tronie en zeedich van contenancie', en overhandigde hem in een plechtige ceremonie een gouden beker als present.
Alle drie de schepen werden volgeladen met peper en specerijen. Eind december kwamen ook de andere vijf schepen onder Van Warwijck en Van Heemskerck aan. Zij waren niet via Madagaskar gevaren maar via een eilandje ten oosten daarvan dat ze Mauritius hadden genoemd. Ook het jacht Friesland werd toen geladen, en in januari aanvaardde Van Neck met de vier geladen schepen de terugtocht. Van Warwijck en Van Heemskerck zeilden met de overige schepen en de koopwaar verder. Een koopman uit Delhi die zich aan Van Neck had aangeboden ('den ouden man van Delly') was voor 250 realen hun gids naar de Molukken.

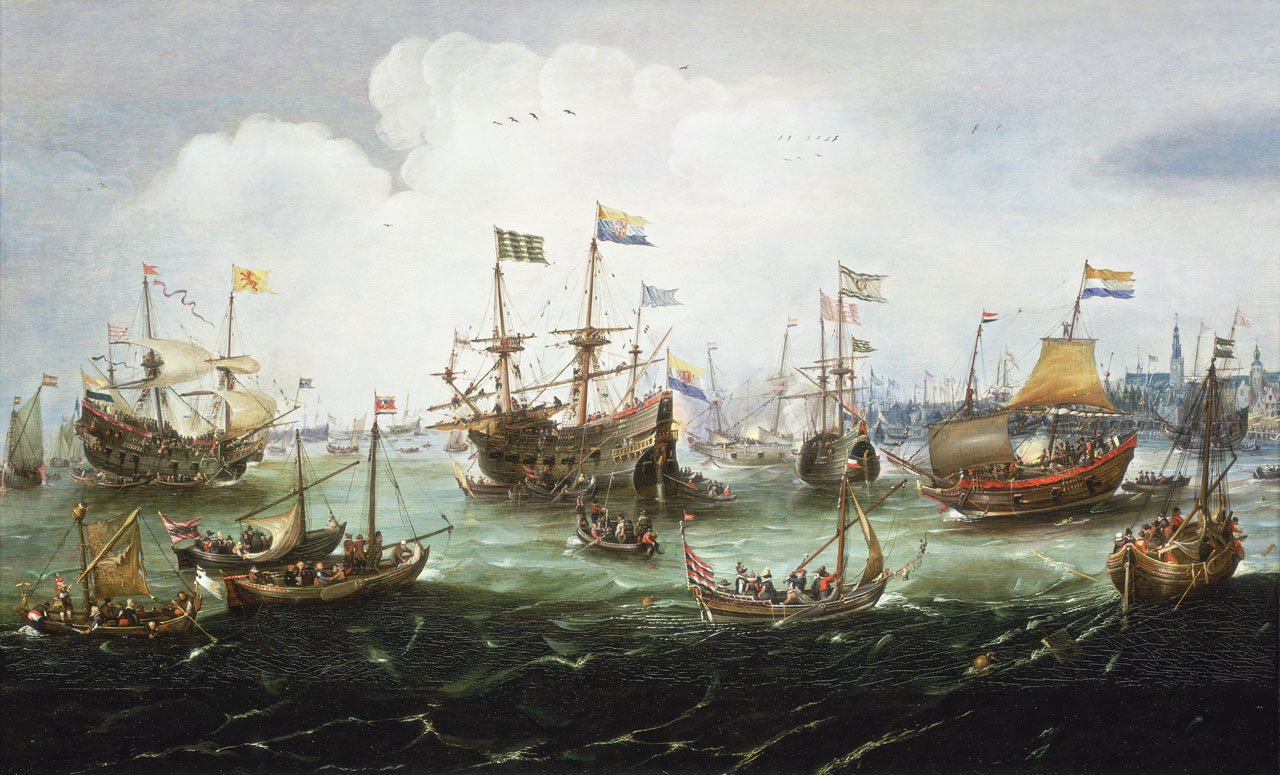
De terugkomst van de Tweede Schipvaart.

Van Neck zeilde begin april langs de Kaap, en kwam eind april aan bij Sint-Helena, waar drinkwater en voedsel verzameld kon worden. Twee weken later braken door de harde wind de grote mast en de fokkenmast van de Mauritius, zodat het schip door de Hollandia op sleeptouw moest worden genomen. Op 19 juli 1599 aangekomen bij Texel maakte een plotseling opkomend noodweer bijna alsnog een rampzalig einde aan de reis, maar de schepen kwamen behouden aan. De bewindhebber Hendrik Buyck kwam naar Texel en bracht toen samen met Cornelis van Heemskerck een brief en geschenken van de gouverneur van Bantam naar stadhouder Maurits in Den Haag. De schilder Hendrick Cornelis Vroom vereeuwigde de aankomst van de schepen in Amsterdam, met op de lijst de tekst: 'Mauritius, Hollant, Overijssel, Vrieslant vier schepen sijn geseijlt om specerij te halen naar Bantam, hebben oock den handel daer geplant en quamen rijcklijc weer voor d'Amsterdamsche palen.'
De andere schepen bereikten via de noordkust van Java voor de eerste keer Ambon, Ternate en de Banda-eilanden. Er werd een 'loge' op Ternate gesticht en twee op Banda. In totaal 26 kooplieden werden achtergelaten. Van Heemskerck keerde met de Gelderland en de Zeeland in mei 1600 terug met muskaatnoten uit Banda. Van Warwijck met de Amsterdam en de Utrecht eind augustus met kruidnagels uit Ternate.
De tweede schipvaart was succesvol. Na slechts 15 maanden kwamen de eerste vier schepen terug met 600.000 pond peper, 250.000 pond kruidnagels, 20.000 pond muskaatnoten, 200 pond foelie en 100 pond lange peper. Met de opbrengst daarvan werd de uitrusting van alle acht schepen al goedgemaakt met nog 100% winst. 'De coopluyden bekenden van eenen penninck wel wel twee gemaeckt te hebben'. Ook had de reis veel geografische kennis opgeleverd voor Petrus Plancius, een van de voorbereiders van de reis.

### De Vierde Schipvaart

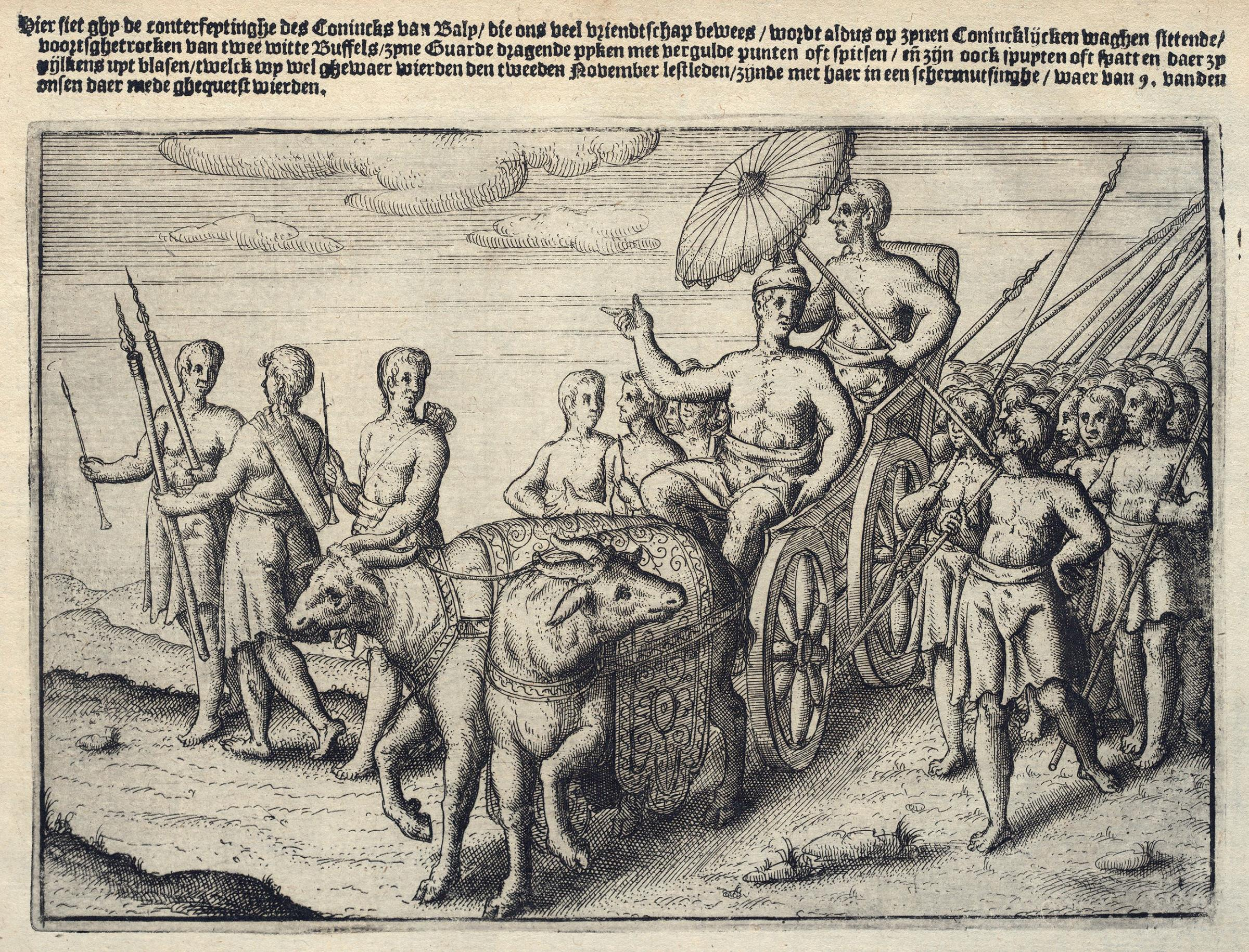
De vorst van Bali.

De Duyfken vertrok op 21 december voor de derde en laatste keer naar Bantam, nog steeds onder de naam Overijssel. Het maakte nu deel uit van de vierde schipvaart van de Oude Compagnie, weer onder leiding van Van Neck. Samen met de andere drie schepen die als eerste waren teruggekeerd van de tweede schipvaart vertrok het al een half jaar eerder dan de overige vijf. De leiding berustte bij de viceadmiraal Jacob Wilkens. Deze voer op de Mauritius, terwijl op de Hollandia opperkoopman Cornelis van Heemskerck het bevel voerde. Schipper was daar Pieter Claesz. Neck, waarschijnlijk een verwant van Jacob van Neck. Stuurman was Willem Jansz. Schipper op de Overijssel was Thijmen Michielsz.
Via het eiland Santa Maria bij Madagaskar en de Malediven kwamen de schepen op 31 juli 1600 in Atjeh aan. Niet bekend is of men hier aan land is gegaan. Frederik de Houtman van de schipvaart van De Moucheron zat hier nog gevangen, en kreeg bericht dat er vier Hollandse schepen voor de kust lagen, maar hij wachtte tevergeefs op vrijkoping. Wilkens voer door naar Bantam, waar in korte tijd drie Nederlandse vloten kwamen te liggen. Met Steven van der Hagen van de derde schipvaart van de Oude Compagnie en Pieter Both van de Brabantsche Compagnie (negende schipvaart) maakte hij een afspraak om samen peper in te kopen en niet door onderlinge concurrentie de prijs op te drijven. Hiermee kon hij de Mauritius en de Friesland laden. Na het stichten van een factorij, waarover de koopman Claes Simonsz. Meebael de leiding kreeg, ving hij op 27 november met de geladen schepen de terugtocht aan, vergezeld door Both met de Nederland en de Nassau en Van der Hagen met de Zon, de Maan en de Morgenster.

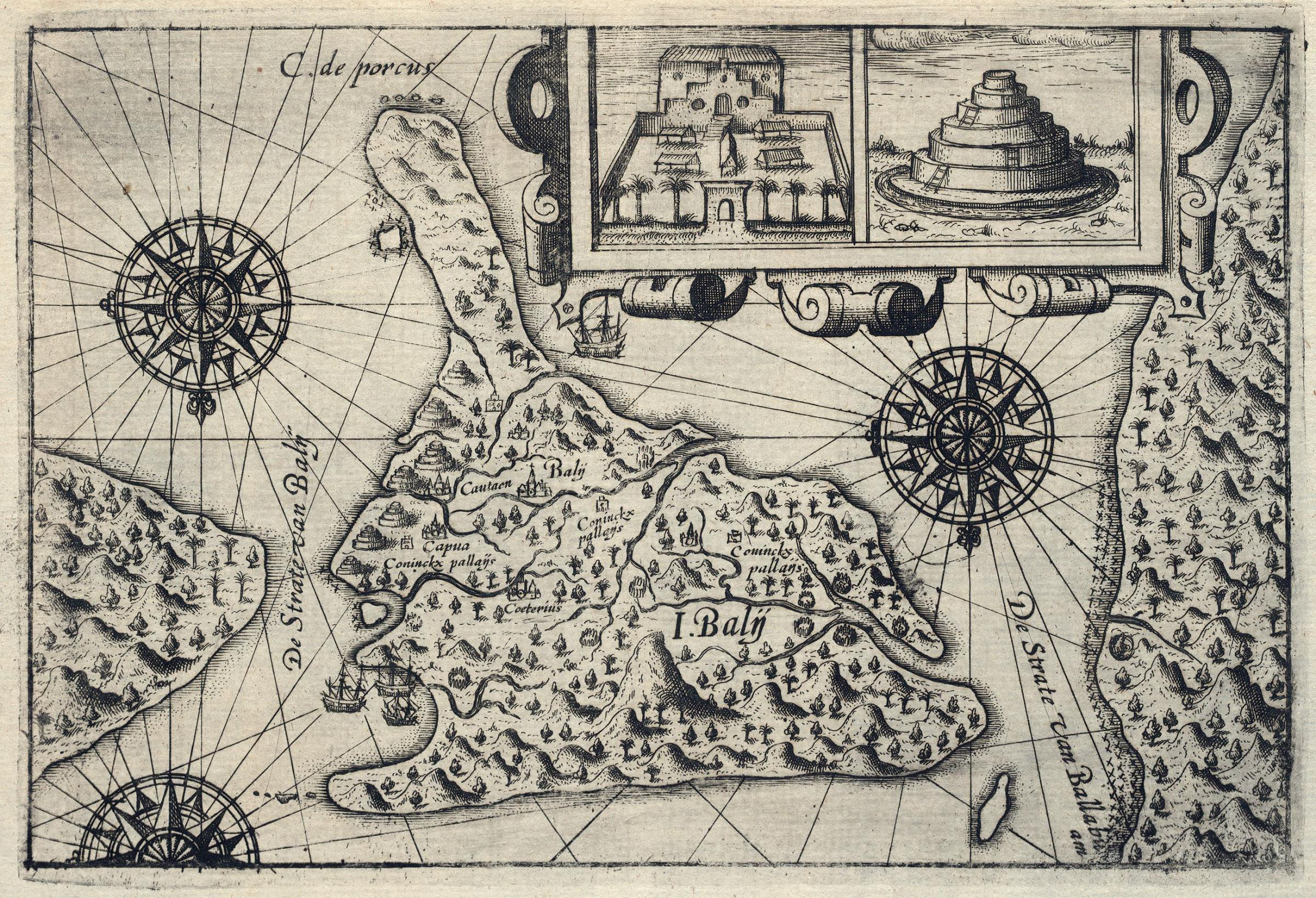
Kaart van Bali (het noorden is onder).

Cornelis van Heemskerck voer met de Hollandia en de Overijssel verder naar Ambon. Daar vroegen de door Van der Hagen in het door hem gebouwde Kasteel van Verre geplaatste kooplieden om hen en de lading kruidnagels die zij hadden gekocht mee te nemen, aangezien zij een aanval van de Spanjaarden en Portugezen vanuit Tidore vreesden. Het Kasteel van Verre werd toen opgegeven. In juni 1601 voer Van Heemskerck naar Bali, waar hij de twee door de eerste schipvaart achtergelaten kooplieden in goede welstand aantrof. Zij waren daar al viereneenhalf jaar. De koopman Emanuel Rodenburg gebruikte zijn in die tijd verworven kennis van de taal om een brief van de vorst van Bali aan de stadhouder Maurits te vertalen. De vorst stond hierin de Nederlanders toe geheel vrij handel te drijven alsof zij zijn eigen onderdanen waren 'ende dat Bali ende Hollandt één sy'. Hij gaf Van Heemskerck ook een meisje ten geschenke, 'een maecht van grooter afcomste, die van haer vier jaren in zijn hof opgevoedt geweest was ende niet uitgegaen, ende was nu ondtrentde 17 jaren', dat hij niet durfde te weigeren en mee aan boord nam, omdat zij en haar familie vreesden dat de vorst haar anders zou doden. Van Heemskerck liet door zijn kooplieden ondertekenen dat zij adviseerden 'de vroupersoon te accepteren om also door het minste quaet het meeste te schuwen'. Weer terug in Bantam vertrokken de Hollandia en de Overijssel in september 1601 voor de terugtocht naar Nederland. De schepen kwamen daar in juni 1602 aan. Wat er daarna met de Overijssel/Duyfken gebeurde is niet bekend. Waarschijnlijk werd het uit de vaart genomen.